# 维莱·波卡
维莱·波卡（芬蘭語：Ville Pokka，1994年6月3日—），芬兰男子冰球运动员，场上位置是防守后卫。他曾代表芬兰参加2022年冬季奥林匹克运动会冰球比赛，获得一枚金牌。